# نبيل خليفة
نبيل خليفة (مواليد 1939 في حدتون/البترون)، هو كاتب وباحث في الفكر السياسي، دكتور في الآداب لبناني.عمل محرر في صحيفة العمل اللبنانية، ومساعدا لرئيس تحرير مجلة المستقبل ومسؤولا عن المركز العربي للدراسات الدولية، ومذيعا للأخبار في إذاعة راديو مونت كارلو.

## من مؤلفاته
- استهداف أهل السُنة (2014).
- خمسون سنة في خدمة الكلمة (2014).
- حدودنا البحرية فوق النفط والغاز (2013).
- ميشال شيحا أول أنبياء لبنان وآخر أنبياء فلسطين (2013).
- جيوبوليتيك لبنان: الإستراتيجية اللبنانية (2008).
- مدخل إلى الخصوصية اللبنانية (1997).
- الإستراتيجيات السورية والإسرائيلية والأوروبية حيال لبنان (1993).
- لبنان في إستراتيجية كيسنجر (1991).
- لبنان والخيار الرابع: الحياد أو التحييد (1984).[2]